# آرون بينس
آرون بينس (بالإنجليزية: Aron Baynes)‏ مواليد 9 ديسمبر 1986، هو لاعب كرة سلة أسترالي يلعب مع فريق سان أنطونيو سبرز في الرابطة الوطنية لكرة السلة ويحمل الرقم 16. يبلغ طوله 6 قدم 10 بوصة (2.1 م).

## فرق لعب لها
- سان أنطونيو سبرز

## الميداليات
| الميدالية | المسابقة                             |
| --------- | ------------------------------------ |
| ذهبية     | بطولة أمم أوقيانوسيا لكرة السلة 2011 |
| فضية      | بطولة أمم أوقيانوسيا لكرة السلة 2009 |

## روابط خارجية
- آرون بينس على موقع الاتحاد الدولي لكرة السلة (الإنجليزية)
- آرون بينس على موقع الدوري الأوروبي لكرة السلة (الإنجليزية)
- آرون بينس على موقع إن بي أي (الإنجليزية)
- آرون بينس على موقع سبورتس رفرنس (الإنجليزية)
- آرون بينس على موقع كرة السلة الأوروبية.كوم (الإنجليزية)
- آرون بينس على موقع إي إس بي إن.كوم (الإنجليزية)
- آرون بينس على موقع كلية كرة السلة في سبورتس رفرنس.كوم (الإنجليزية)
- آرون بينس على موقع ريلجم (الإنجليزية)
- آرون بينس على موقع بروبوليرز (الإنجليزية)
- آرون بينس على موقع سبورتس رفرنس (الإنجليزية)